# Krystyna Mączka
Krystyna Mączka (ur. 31 sierpnia 1963) – polska lekkoatletka, specjalizująca się w rzucie oszczepem, medalistka mistrzostw Polski.

## Kariera sportowa
Była zawodniczką Lechii Gdańsk.
Na mistrzostwach Polski seniorek na otwartym stadionie zdobyła pięć medali w rzucie oszczepem: srebrne w 1990, 1991 i 1992 oraz brązowe w 1988 i 1989. 
Rekord życiowy w rzucie oszczepem: 58,36 (29.06.1989).